# Villálvaro
Villálvaro es una localidad española de la provincia de Soria, en la comunidad autónoma de Castilla y León. Pertenece al municipio de San Esteban de Gormaz y al partido judicial de Burgo de Osma.

## Geografía

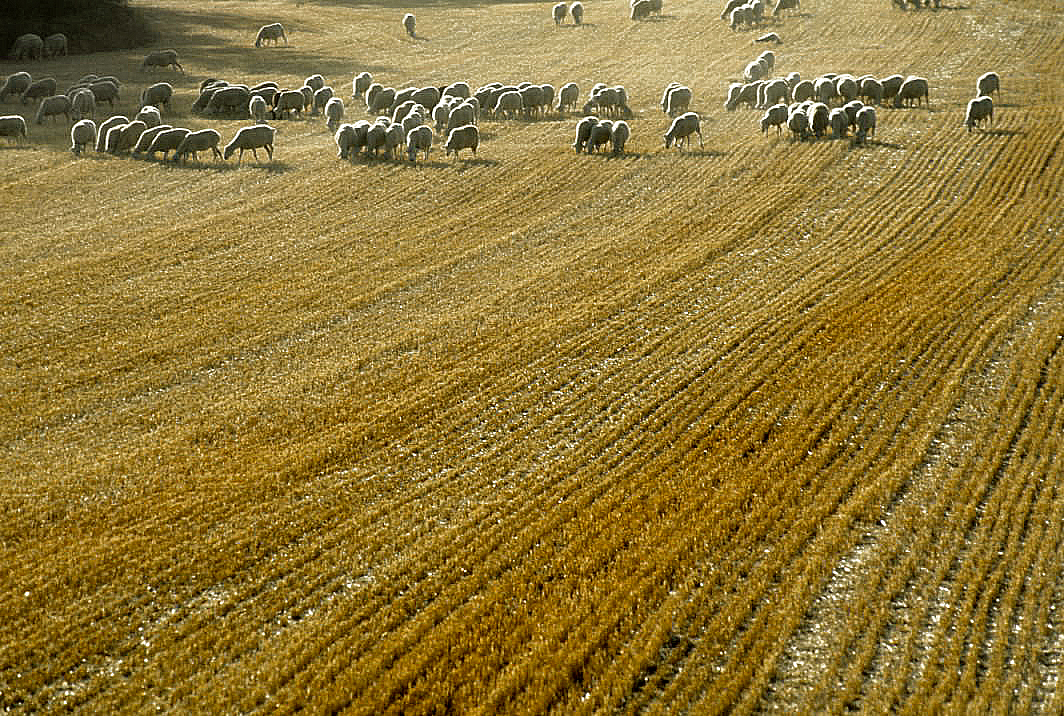
Campos de cultivo y ganadería ovina en Villálvaro

Esta localidad está situada en la Ruta de la Lana y el Camino del Cid.

## Historia
En el censo de 1879, ordenado por el conde de Floridablanca, figuraba como villa eximida en la Intendencia de Soria, conocido entonces como Villalvaro, con jurisdicción de señorío y bajo la autoridad del alcalde ordinario de señorío, nombrado por el marqués de Berlanga. Contaba con 307 habitantes.
A la caída del Antiguo Régimen la localidad se constituye en municipio constitucional en la región de Castilla la Vieja. En el censo de 1842 contaba con 46 hogares y 180 vecinos.
A finales del siglo XX este municipio desaparece porque se integra en el municipio de San Esteban de Gormaz, contaba entonces con 107 hogares y 432 habitantes.

## Geografía humana

### Demografía
| Gráfica de evolución demográfica de Villalvaro entre 1842 y 1960 |
| |
| Población de derecho según los censos de población del INE Población de hecho según los censos de población del INEEntre el censo de 1970 y el anterior, este municipio desaparece porque se integra en el municipio 42162 (San Esteban de Gormaz) |

En el año 1981 contaba con 220 habitantes, concentrados en el núcleo principal, pasando a 124 en 2020.
| Gráfica de evolución demográfica de Villálvaro entre 2000 y 2020                                 |
|                                                                                                  |
| Población de derecho (2000-2020) según los censos de población del INE a 1 de enero de cada año. |